# Ramphocinclus brachyurus
Ramphocinclus brachyurus là một loài chim trong họ Mimidae.